# Judit decapitando a Holofernes (Gentileschi, Florencia)
Judit decapitando a Holofernes es un cuadro de la pintora italiana Artemisia Gentileschi. Fue ejecutado hacia 1620. Se trata de una pintura al óleo sobre lienzo, que mide 146,5 centímetros de alto por 108 de ancho. Actualmente se conserva en la Galería de los Uffizi de Florencia (Italia).
El tema de Judit decapitando a Holofernes es uno de los episodios del Antiguo Testamento que con más frecuencia se ha representado en la historia del arte. No obstante, excepto Judit y Holofernes de Caravaggio conservada en la Galería Nacional de Arte Antiguo de Roma, jamás se ha logrado representar una escena tan cruda y dramática como la que pinta en esta tela Artemisia Gentileschi.
La heroína bíblica, junto a su doncella, se interna en el campo enemigo, seduce y luego decapita a Holofernes, el feroz general enemigo.
Este cuadro es el más famoso de Artemisia Gentileschi, con el que su nombre se asocia rápidamente; lo pintó tras ser violada por su tutor Agostino Tassi (ver referencias). El tema es perfectamente análogo a otro lienzo, más pequeño y de colores diferentes, ejecutada con anterioridad y que se conserva en el Museo de Capodimonte de Nápoles: otra Judit decapitando a Holofernes.
El acto de la decapitación ocupa el centro de la escena. La composición es de tipo triangular, y para ello ha sido preciso ubicar dentro de la tienda a la doncella, que en principio según la historia tradicional estaban solos Judith y Holofernes.